# Mudança de curso
Mudança de curso, no âmbito do ensino superior português, é o acto pelo qual um estudante de um determinado curso de ensino superior se inscreve em curso diferente daquele em que praticou a última inscrição, no mesmo ou noutro estabelecimento de ensino superior.
O conceito de mudança de curso aplica-se quer tenha havido ou não interrupção de inscrição num curso superior.

## Limitações quantitativas
A mudança de curso está sujeita a limitações quantitativas, isto é, o estabelecimento de ensino superior pode fixar um limite à admissão de estudantes em cada um dos seus cursos pela via da mudança de curso.

## A creditação da formação anterior
Os alunos integram-se nos programas e organização de estudos que estiver em vigor no curso.
A integração é assegurada através do sistema europeu de transferência e acumulação de créditos (ECTS), devendo ser creditada quer a formação obtida em curso já organizado no quadro do Processo de Bolonha, quer a obtida anteriormente.
Se a formação anterior não estiver expressa em créditos, o estabelecimento de ensino superior deve proceder a essa expressão.
Cabe ao estabelecimento de ensino superior decidir qual a formação anterior que é creditada.
O procedimento de creditação deve ser realizado em prazo compatível com a inscrição e a frequência do curso no ano ou semestre lectivo solicitado pelo estudante.